# Khu Tự trị Mường
Xứ Mường (tiếng Pháp: Pays Muong), hoặc Khu Tự trị Mường (tiếng Pháp: Territoire autonome Muong, TAM) là một lãnh thổ tự trị tồn tại trên địa phận tỉnh Hòa Bình, Việt Nam từ năm 1947 đến năm 1952.

## Lịch sử

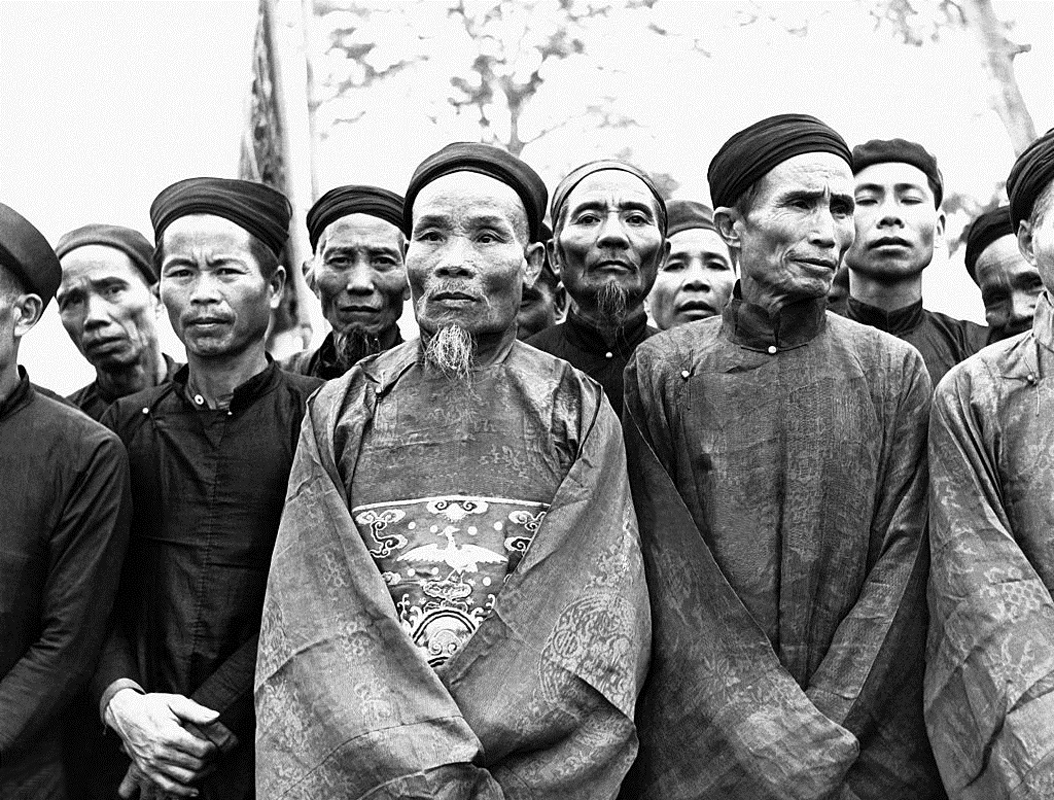
Các chức sắc tỉnh Mường trong lễ đón rước Quốc trưởng Bảo Đại, 21 tháng 12 năm 1951.

Người Mường có cùng nguồn gốc với người Kinh, họ cư trú chủ yếu ở vùng rìa núi quanh đồng bằng Bắc Bộ, nhưng tập trung nhất ở tỉnh Hòa Bình. Vào năm 1947, chính phủ Liên hiệp Pháp đã quyết định chuyển địa phương này thành một khu tự trị dành cho người Mường, đồng thời các lãnh chúa Mường gửi các quân đoàn của mình gia nhập liên quân Pháp - Việt để đối phó với chính quyền Việt Nam Dân chủ Cộng hòa. Năm 1950, trong Chiến dịch Lê Lợi của Việt Nam Dân chủ Cộng hòa, Khu tự trị Mường gần như bị xóa sổ. Tháng 11 năm 1951, quân Pháp nỗ lực chiếm lại Hòa Bình, tái lập Khu tự trị. Sau Chiến dịch Hòa Bình (1950-1951), Khu Tự trị Mường cơ bản chỉ còn trên danh nghĩa và hoàn toàn xóa bỏ sau đó.